# Сан Никола Манфреди
Сан Никола Манфреди (итал. San Nicola Manfredi) је насеље у Италији у округу Беневенто, региону Кампанија.
Према процени из 2011. у насељу је живело 735 становника. Насеље се налази на надморској висини од 337 м.

## Становништво
Према резултатима пописа становништва 2011. у општини је живело 3.624 становника.
| 1931. | 1936. | 1951. | 1961. | 1971. | 1981. | 1991. | 2001. | 2011. |
| ----- | ----- | ----- | ----- | ----- | ----- | ----- | ----- | ----- |
| 2.765 | 3.165 | 3.366 | 3.053 | 3.078 | 3.077 | 3.166 | 3.226 | 3.624 |

## Партнерски градови
- Ферара